# Cyndi Lauper
Cynthia Ann Stephanie Lauper (Queens (New York), 22 juni 1953) is een Amerikaans zangeres en actrice.

## Loopbaan
Haar succesvolste singles waren Girls Just Want To Have Fun (1983), Time After Time (1984), The Goonies 'R' Good Enough (1985), True Colors (1986) en I Drove All Night (1989). In 1985 werkte ze mee aan het nummer We Are the World. In 2001 werkte ze samen met rapper/producer Tricky op het nummer Five Days voor zijn album Blowback.  
In 2016 kreeg Lauper een ster op de Hollywood Walk of Fame.

## Privéleven
Lauper is getrouwd met David Thornton. In 1997 kregen ze een zoon.

## Discografie

### Albums in de Album Top 100
| Album met eventuele hitnotering(en) in de Nederlandse Album Top 100 | Datum van verschijnen | Datum van binnenkomst | Hoogste positie | Aantal weken | Opmerkingen   |
| ------------------------------------------------------------------- | --------------------- | --------------------- | --------------- | ------------ | ------------- |
| She's So Unusual                                                    | 14-10-1983            | 24-03-1984            | 19              | 15           |               |
| True Colors                                                         | 15-09-1986            | 11-10-1986            | 36              | 10           |               |
| Twelve Deadly Cyns... And Then Some                                 | 23-08-1994            | 18-02-1995            | 38              | 19           | Verzamelalbum |

### Singles in de Nederlandse Top 40
| Single met eventuele hitnotering(en) in de Nederlandse Top 40 | Datum van verschijnen | Datum van binnenkomst | Hoogste positie | Aantal weken | Opmerkingen    |
| ------------------------------------------------------------- | --------------------- | --------------------- | --------------- | ------------ | -------------- |
| Girls Just Want to Have Fun                                   | 25-02-1984            | 1984                  | 3               | 11           |                |
| Time After Time                                               | 26-05-1984            | 1984                  | 5               | 10           |                |
| She Bop                                                       | 13-10-1984            | 1984                  | 34              | 3            |                |
| True Colors                                                   | 04-10-1986            | 1986                  | 7               | 10           |                |
| What's Going On                                               | 16-05-1987            | 1987                  | 30              | 3            |                |
| I Drove All Night                                             | 17-06-1989            | 1989                  | -               | -            | Tipparade (10) |

### Overige uitgaven

#### Singles (onvolledig)
- When you where mine (1985)
- The Goonies 'R' Good Enough (1985)

#### Albums
- Blue Angel (1980, onder de bandnaam Blue Angel)
- The Best Remixes (1989, compilatie)
- A Night To Remember (1989)
- Hat Full Of Stars (1993)
- Sisters Of Avalon (1996)
- Merry Christmas ... Have A Nice Life (1998)
- At Last (2003)
- Shine (2004)
- The Body Acoustic (2006)
- Cyndi Lauper - The Very Best Of(2007, compilatie)
- Bring Ya To The Brink (2008)
- Memphis Blues (juni 2010)
- To Memphis With Love cd + dvd (oktober 2011)
- Detour (2016)

### NPO Radio 2 Top 2000
| Nummers met noteringen in de NPO Radio 2 Top 2000 | '99 | '00 | '01  | '02  | '03  | '04  | '05  | '06  | '07  | '08  | '09  | '10  | '11  | '12  | '13  | '14  | '15  | '16  | '17  | '18  | '19  | '20  | '21  | '22  | '23  | '24  |
| ------------------------------------------------- | --- | --- | ---- | ---- | ---- | ---- | ---- | ---- | ---- | ---- | ---- | ---- | ---- | ---- | ---- | ---- | ---- | ---- | ---- | ---- | ---- | ---- | ---- | ---- | ---- | ---- |
| Girls Just Want to Have Fun                       | 948 | 948 | 1029 | 1137 | 1670 | 1077 | 1344 | 1555 | 1699 | 1434 | 1935 | 1554 | -    | 1959 | 1741 | 1917 | -    | 1861 | 1920 | 1573 | 1775 | 1742 | 1815 | 1896 | 1828 | 1774 |
| Time After Time                                   | 735 | 710 | 839  | 1046 | 1189 | 1158 | 1324 | 1341 | 1381 | 1246 | 1382 | 1537 | 1432 | 1872 | 1566 | 1650 | 1812 | 1356 | 1495 | 1551 | 1711 | 1633 | 1633 | 1784 | 1716 | 1678 |
| True Colors                                       | 465 | 890 | 1100 | 858  | 1460 | 811  | 1083 | 927  | 998  | 964  | 1026 | 912  | 628  | 969  | 826  | 1114 | 1173 | 834  | 1009 | 1033 | 1136 | 1062 | 1040 | 1272 | 1129 | 1130 |

1. ↑  Een '-' betekent dat het nummer niet was genoteerd en een vetgedrukt getal geeft de hoogste notering van een nummer aan.

## Filmografie
- 1985 - The Goonies
- 1988 - Vibes
- 1991 - Off and Running
- 1993 - Life with Mikey
- 1999 - The Opportunists
- 2006 - Queer as Folk (als zichzelf)
- 2008 - As The World Turns (als zichzelf)
- 2008 - Gossip Girl (als zichzelf)
- 2011 - National Lampoon's Dirty Movie
- 2012 - Happily Divorced

- Bibsys: 3004740
- Biblioteca Nacional de Chile: 000834691
- Biblioteca Nacional de España: XX979323
- Bibliothèque nationale de France: cb13896380k (data)
- CiNii: DA11697533
- Gemeinsame Normdatei: 134440536
- International Standard Name Identifier: 0000 0001 0719 4125
- Library of Congress Control Number: n84072418
- Nationale Bibliotheek van Letland: 000087907
- MusicBrainz: 7bd9e20e-74b9-446a-a2ed-a223f82a36e7
- Bibliotheek van het Japanse parlement: 001158830
- Nationale Bibliotheek van Tsjechië: ola2002149457
- Nationale bibliotheek van Australië: 35582759
- Nationale Bibliotheek van Israël: 987007404937305171
- Nationale Bibliotheek van Polen: a0000001749318
- Nationale en Universitaire bibliotheek Zagreb: 000644371
- Nederlandse Thesaurus van Auteursnamen: 070792240
- Réseau des bibliothèques de Suisse occidentale: 02-A003499643
- Istituto Centrale per il Catalogo Unico: UBOV676878
- SNAC: w63v07vg
- Système universitaire de documentation: 157469654
- Trove: 1003571
- Virtual International Authority File: 116294553
- WorldCat: E39PBJh8VRG8Cqw4FwKPm9wV4q